# Вельовесь (гміна Ґневково)
Вельовесь (пол. Wielowieś) — село в Польщі, у гміні Ґневково Іновроцлавського повіту Куявсько-Поморського воєводства.
Населення — 485 осіб (2011).
У 1975-1998 роках село належало до Бидгощського воєводства.

## Демографія
Демографічна структура станом на 31 березня 2011 року:
|          | Загалом | Допрацездатний вік | Працездатний вік | Постпрацездатний вік |
| -------- | ------- | ------------------ | ---------------- | -------------------- |
| Чоловіки | 252     | 56                 | 172              | 24                   |
| Жінки    | 233     | 50                 | 143              | 40                   |
| Разом    | 485     | 106                | 315              | 64                   |